# Lago Mill
O lago Mill é um lago localizado na Colúmbia Britânica, Canadá. As margens deste lago estão fortemente marcadas pela atividade humana uma vez que se encontra praticamente dentro de uma área citadina. Apresenta uma pequena profundidade, sendo a máxima medida de 10 m.